# Cernobbio
Cernobbio es una localidad y comune italiana de la provincia de Como, región de Lombardía, con 7.031 habitantes.

## Evolución demográfica
| Gráfica de evolución demográfica de Cernobbio entre 1861 y 2001 |
|                                                                 |
| Fuente ISTAT - elaboración gráfica de Wikipedia                 |

## Patrimonio
- Villa Erba